# Coupe d'Italie de football 2008-2009
Navigation
Coupe d'Italie 2007-2008 Coupe d'Italie 2009-2010
La Coupe d'Italie de football 2008-2009 est la 62e édition de la Coupe d'Italie. La compétition commence le 9 août 2008 et se termine le 13 mai 2009, date de la finale qui se dispute au stade olympique de Rome. Le club vainqueur de la Coupe est qualifié d'office pour la Ligue Europa 2009-2010 hormis s'il gagne le droit de disputer la Ligue des champions de l'UEFA.
La finale oppose la Lazio Rome à la Sampdoria de Gênes et le club de la capitale gagne par 6-5 aux tirs au but après un score final de 1-1.

## Déroulement de la compétition

### Participants

#### Serie A (D1)
Les 20 clubs de Serie A sont engagés en Coupe d'Italie.

#### Serie B (D2)
Les 22 clubs de Serie B sont engagés en Coupe d'Italie.

#### Lega Pro Prima Divisione (D3)
24 des 36 clubs de Lega Pro Prima Divisione sont engagés en Coupe d'Italie.

#### Lega Pro Seconda Divisione (D4)
4 des 54 clubs de Lega Pro Seconda Divisione sont engagés en Coupe d'Italie.

#### Serie D (D5)
8 des 162 clubs de Serie D sont engagés en Coupe d'Italie.

### Calendrier
| Phase              | Tour           | Aller             | Retour             |
| ------------------ | -------------- | ----------------- | ------------------ |
| Phase préliminaire | 1er tour       | 9 - 10 août 2008  | -                  |
| Phase préliminaire | 2e tour        | 17 août 2008      | -                  |
| Phase préliminaire | 3e tour        | 23 - 24 août 2008 | -                  |
| Phase préliminaire | 4e tour        | 17 septembre 2008 | -                  |
| Phase finale       | 1/8e de finale | 12 novembre 2008  | -                  |
| Phase finale       | 1/4 de finale  | 21 janvier 2009   | -                  |
| Phase finale       | 1/2 finales    | 3 - 4 mars 2009   | 22 - 23 avril 2009 |
| Phase finale       | Finale         | 13 mai 2009       | -                  |

## Résultats

### Premier tour
| Division         | Club                  | Score               | Club                       | Division         |
| ---------------- | --------------------- | ------------------- | -------------------------- | ---------------- |
| Lega Pro 1D (D3) | AC Arezzo             | 1 - 4               | Calcio Portogruaro-Summaga | Lega Pro 1D (D3) |
| Lega Pro 1D (D3) | SS Cavese 1919        | 3 - 1               | AS Biellese 1902           | Serie D (D5)     |
| Lega Pro 1D (D3) | AC Cesena             | 3 - 1               | AC Chioggia Sottomarina    | Serie D (D5)     |
| Lega Pro 1D (D3) | US Cremonese          | 1 - 0               | AC Reggiana 1919           | Lega Pro 1D (D3) |
| Lega Pro 1D (D3) | FC Crotone            | 2 - 0               | RC Angolana                | Serie D (D5)     |
| Lega Pro 1D (D3) | US Foggia             | 0 - 2               | SS Barletta Calcio         | Lega Pro 2D (D4) |
| Lega Pro 1D (D3) | Foligno Calcio        | 3 - 2               | US Pergocrema 1932         | Lega Pro 1D (D3) |
| Lega Pro 1D (D3) | Gallipoli Calcio      | 3 - 2               | ASD Bacoli SF              | Serie D (D5)     |
| Lega Pro 1D (D3) | AC Legnano            | 1 - 3               | Bénévent Calcio            | Lega Pro 1D (D3) |
| Lega Pro 2D (D4) | AC Mezzocorona        | 0 - 2               | Pescara Calcio             | Lega Pro 1D (D3) |
| Lega Pro 1D (D3) | AC Monza Brianza 1912 | 1 - 1 a.p., 5-4 tab | Celano FCO                 | Lega Pro 2D (D4) |
| Lega Pro 1D (D3) | Novare Calcio         | 3 - 1               | Real Marcianise Calcio     | Lega Pro 1D (D3) |
| Lega Pro 1D (D3) | Calcio Padoue         | 8 - 0               | US Pontedera               | Serie D (D5)     |
| Lega Pro 1D (D3) | Pérouse Calcio        | 1 - 0               | AC Lumezzane               | Lega Pro 1D (D3) |
| Lega Pro 1D (D3) | AC Pro Sesto          | 2 - 0               | SS Tritium                 | Serie D (D5)     |
| Lega Pro 1D (D3) | Ravenne Calcio        | 5 - 1               | Castellarano               | Serie D (D5)     |
| Lega Pro 1D (D3) | Sorrente Calcio       | 3 - 1               | USD Castelsardo            | Serie D (D5)     |
| Lega Pro 1D (D3) | Tarente Sport         | 1 - 2               | Bassano Virtus 55 ST       | Lega Pro 2D (D4) |

### Deuxième tour
| Division         | Club                    | Score               | Club                       | Division         |
| ---------------- | ----------------------- | ------------------- | -------------------------- | ---------------- |
| Serie B (D2)     | UC AlbinoLeffe          | 2 - 2 a.p., 8-7 tab | Pescara Calcio             | Lega Pro 1D (D3) |
| Serie B (D2)     | Ascoli Calcio 1898      | 3 - 1               | Pérouse Calcio             | Lega Pro 1D (D3) |
| Serie B (D2)     | US Avellino             | 0 - 1               | AC Reggiana 1919           | Lega Pro 1D (D3) |
| Serie B (D2)     | AS Bari                 | 2 - 0               | Bassano Virtus 55 ST       | Lega Pro 2D (D4) |
| Lega Pro 2D (D4) | SS Barletta Calcio      | 1 - 3               | US Sassuolo Calcio         | Serie B (D2)     |
| Serie B (D2)     | Brescia Calcio          | 2 - 1               | Foligno Calcio             | Lega Pro 1D (D3) |
| Serie B (D2)     | Empoli FC               | 2 - 0               | AC Ancône                  | Serie B (D2)     |
| Serie B (D2)     | Frosinone Calcio        | 0 - 2               | FC Crotone                 | Lega Pro 1D (D3) |
| Serie B (D2)     | US Grosseto FC          | 4 - 2               | SS Cavese 1919             | Lega Pro 1D (D3) |
| Serie B (D2)     | AS Livourne Calcio      | 3 - 0               | Novare Calcio              | Lega Pro 1D (D3) |
| Serie B (D2)     | AC Mantoue              | 1 - 0               | Gallipoli Calcio           | Lega Pro 1D (D3) |
| Serie B (D2)     | Parme FC                | 3 - 2 a.p.          | Calcio Portogruaro-Summaga | Lega Pro 1D (D3) |
| Serie B (D2)     | Plaisance FC            | 0 - 1               | Calcio Padoue              | Lega Pro 1D (D3) |
| Serie B (D2)     | Pise Calcio             | 1 - 2               | AS Cittadella              | Serie B (D2)     |
| Lega Pro 1D (D3) | AC Pro Sesto            | 0 - 1               | Modène FC                  | Serie B (D2)     |
| Serie B (D2)     | Rimini Calcio FC        | 3 - 3 a.p., 0-3 tab | Ravenne Calcio             | Lega Pro 1D (D3) |
| Serie B (D2)     | Salernitana Calcio 1919 | 3 - 1               | AC Cesena                  | Lega Pro 1D (D3) |
| Serie B (D2)     | Trévise FBC             | 2 - 2 a.p., 8-9 tab | Bénévent Calcio            | Lega Pro 1D (D3) |
| Serie B (D2)     | US Triestina Calcio     | 2 - 1               | Sorrente Calcio            | Lega Pro 1D (D3) |
| Serie B (D2)     | Vicence Calcio          | 3 - 0               | AC Monza Brianza 1912      | Lega Pro 1D (D3) |

### Troisième tour
| Division         | Club                | Score      | Club                    | Division         |
| ---------------- | ------------------- | ---------- | ----------------------- | ---------------- |
| Serie B (D2)     | Ascoli Calcio 1898  | 1 - 0      | AS Bari                 | Serie B (D2)     |
| Serie A (D1)     | Atalanta BC         | 2 - 1      | Modène FC               | Serie B (D2)     |
| Serie A (D1)     | Bologne FC 1909     | 2 - 0      | Vicence Calcio          | Serie B (D2)     |
| Serie A (D1)     | Cagliari Calcio     | 1 - 0      | US Triestina Calcio     | Serie B (D2)     |
| Serie A (D1)     | Calcio Catane       | 2 - 1 a.p. | Parme FC                | Serie B (D2)     |
| Serie A (D1)     | AC Chievo Vérone    | 1 - 2      | Calcio Padoue           | Lega Pro 1D (D3) |
| Serie B (D2)     | AS Cittadella       | 0 - 1      | Empoli FC               | Serie B (D2)     |
| Lega Pro 1D (D3) | FC Crotone          | 0 - 3      | AS Livourne Calcio      | Serie B (D2)     |
| Serie A (D1)     | Genoa CFC           | 3 - 1      | AC Mantoue              | Serie B (D2)     |
| Serie A (D1)     | SS Lazio            | 5 - 1      | Bénévent Calcio         | Lega Pro 1D (D3) |
| Serie A (D1)     | US Lecce            | 0 - 1      | Salernitana Calcio 1919 | Serie B (D2)     |
| Serie A (D1)     | US Città di Palerme | 1 - 2      | Ravenne Calcio          | Lega Pro 1D (D3) |
| Serie A (D1)     | Reggina Calcio      | 3 - 0      | US Grosseto FC          | Serie B (D2)     |
| Serie B (D2)     | US Sassuolo Calcio  | 1 - 0      | AC Reggiana 1919        | Lega Pro 1D (D3) |
| Serie A (D1)     | AC Sienne           | 4 - 0      | UC AlbinoLeffe          | Serie B (D2)     |
| Serie A (D1)     | Torino FC           | 2 - 1 a.p. | Brescia Calcio          | Serie B (D2)     |

### Quatrième tour
| Division     | Club                    | Score               | Club               | Division         |
| ------------ | ----------------------- | ------------------- | ------------------ | ---------------- |
| Serie A (D1) | Bologne FC 1909         | 1 - 0               | Ascoli Calcio 1898 | Serie B (D2)     |
| Serie A (D1) | Calcio Catane           | 4 - 0               | Calcio Padoue      | Lega Pro 1D (D3) |
| Serie A (D1) | Genoa CFC               | 2 - 1               | Ravenne Calcio     | Lega Pro 1D (D3) |
| Serie A (D1) | SS Lazio                | 2 - 0               | Atalanta BC        | Serie A (D1)     |
| Serie A (D1) | Reggina Calcio          | 4 - 0               | Cagliari Calcio    | Serie A (D1)     |
| Serie B (D2) | Salernitana Calcio 1919 | 2 - 2 a.p., 8-7 tab | US Sassuolo Calcio | Serie B (D2)     |
| Serie A (D1) | AC Sienne               | 0 - 2               | Empoli FC          | Serie B (D2)     |
| Serie A (D1) | Torino FC               | 3 - 2 a.p.          | AS Livourne Calcio | Serie B (D2)     |

### Huitièmes de finale
| Division     | Club           | Score               | Club                    | Division     |
| ------------ | -------------- | ------------------- | ----------------------- | ------------ |
| Serie A (D1) | ACF Fiorentina | 0 - 1               | Torino FC               | Serie A (D1) |
| Serie A (D1) | FC Inter Milan | 3 - 1 a.p.          | Genoa CFC               | Serie A (D1) |
| Serie A (D1) | Juventus FC    | 3 - 0               | Calcio Catane           | Serie A (D1) |
| Serie A (D1) | AC Milan       | 1 - 2 a.p.          | SS Lazio                | Serie A (D1) |
| Serie A (D1) | SSC Naples     | 3 - 1               | Salernitana Calcio 1919 | Serie B (D2) |
| Serie A (D1) | AS Rome        | 2 - 0               | Bologne FC 1909         | Serie A (D1) |
| Serie A (D1) | UC Sampdoria   | 2 - 1               | Empoli FC               | Serie B (D2) |
| Serie A (D1) | Udinese Calcio | 0 - 0 a.p., 8-7 tab | Reggina Calcio          | Serie A (D1) |

### Quarts de finale
| Division     | Club           | Score               | Club         | Division     |
| ------------ | -------------- | ------------------- | ------------ | ------------ |
| Serie A (D1) | FC Inter Milan | 2 - 1               | AS Rome      | Serie A (D1) |
| Serie A (D1) | Juventus FC    | 0 - 0 a.p., 4-3 tab | SSC Naples   | Serie A (D1) |
| Serie A (D1) | SS Lazio       | 3 - 1               | Torino FC    | Serie A (D1) |
| Serie A (D1) | Udinese Calcio | 1 - 1 a.p., 2-5 tab | UC Sampdoria | Serie A (D1) |

### Demi-finales
| Division     | Club         | Aller | Total | Retour | Club           | Division     |
| ------------ | ------------ | ----- | ----- | ------ | -------------- | ------------ |
| Serie A (D1) | UC Sampdoria | 3 - 0 | 3 - 1 | 0 - 1  | FC Inter Milan | Serie A (D1) |
| Serie A (D1) | SS Lazio     | 2 - 1 | 4 - 2 | 2 - 1  | Juventus FC    | Serie A (D1) |

### Finale
| Division     | Club     | Score               | Club         | Division     |
| ------------ | -------- | ------------------- | ------------ | ------------ |
| Serie A (D1) | SS Lazio | 1 - 1 a.p., 6-5 tab | UC Sampdoria | Serie A (D1) |